# Гоел
Гоел (буквално „изкупител“) най-близкият родственик на даден човек, който, според Библията и равинистическата традиция, има задължение да възстанови неговите права и да отмъсти за причинени му неправди. Според някои изследователи, функцията на гоела от старозаветното право е аналогична с тази на съвременните прокурори.  Библията използва понятието и в преносен смисъл — в Книга на пророк Исаия Бог е наречен изкупител на Израил. В християнството за изкупител е смятан Иисус Христос.